# Tomoko Kawakami
Pour les articles homonymes, voir Kawakami.
Tomoko Kawakami (川上 とも子, Kawakami Tomoko), née le 25 avril 1970 à Tōkyō, et morte le 9 juin 2011,, était une seiyū japonaise.

## Biographie
Kawakami fait ses débuts en 1994 avec l'animé Metal Fighter Miku.
Elle est hospitalisée en 2008 où elle subit une opération pour des raisons non spécifiées. Du fait de sa santé, l'actrice refusa des rôles comme Yamane de Ikoku Irokoi Romantan.
Kawakami prête sa voix à plusieurs personnages comme Fuyuki Hinata dans Keroro Gunso et Rosette Christopher de Chrono Crusade.
Elle joue le rôle de Soifon de Bleach dans les films Appleseed (2004), The Diamond Dust Rebellion (2007) et Fade to black (2008). Elle joue le rôle dans l'animation dès 2004, mais meurt en 2011 d'un cancer des ovaires. Elle est remplacée par Houko Kuwashima.

## Prestations notables
- Elnie Tachibana (Jinki:Extend, 2005)
- Misuzu Kamio (Air, 2005)
- Soifon (Bleach, 2005)
- Akane Kobayashi (Sensei no Ojikan, 2004)
- Mariko (Elfen Lied, 2004)
- Fuyuki Hinata (Keroro Gunsou, 2004)
- Rosette (Chrno crusade, 2003)
- Rin (Maburaho, 2003)
- Lirin (Saiyuki Reload, 2003)
- Rangyaku (Les 12 royaumes, 2002)
- Sayuri Kurata (Kanon, 2002/2006)
- Pirika Usui (Shaman King, 2001)
- Sugar (Little Snow Fairy Sugar, 2001)
- Hikaru Shindo (Hikaru no Go, 2001)
- Milleru (Louie the rune soldier, 2001)
- Madoka Fujisaki (Angelic Layer, 2001)
- Hari (InuYasha film #1, 2001)
- Mutsumi Aasu (Puni Puni Poemi, 2001)
- Miyanoshita Satsuki (Gakkou no Kaidan, 2000)
- Aika (Skies of Arcadia, 2000, Sega Dreamcast console de jeux vidéo RPG)
- Kaana (NieA under 7, 2000)
- Seeme (Betterman, 1999)
- Noelle (Tenshi ni Narumon, 1999)
- Rika Sasaki (Cardcaptor Sakura, 1998)
- Utena Tenjō (Utena la fillette révolutionnaire, 1997)
- Ai and Eri (Nadesico, 1996)
- Chiriko (Fushigi Yūgi, 1995)
- Charlone Claudius (Growlanser II: The Sense of Justice)